# Rudolf Eckstein
Rudolf Eckstein   (valor desconegut, 1 de gener de 1915 - valor desconegut, 25 de maig de 1993) fou un remer alemany que va competir durant la dècada de 1930.
El 1936 va prendre part en els Jocs Olímpics de Berlín, on guanyà la medalla d'or en la prova del quatre sense timoner del programa de rem. Formà equip amb Anton Rom, Martin Karl i Wilhelm Menne.
En el seu palmarès també destaquen tres medalles d'or al Campionat d'Europa de rem, dos en el quatre sense timoner de 1934 i 1938, i una en el quatre amb timoner de 1935.